# Championnats d'Afrique de triathlon en relais mixte
Les championnats d'Afrique de triathlon en relais mixte sont des compétitions annuelles de triathlon, qui se pratique en équipe mixte et en relais d'ordre déterminé et mélangé (1 homme/1 femme/1 homme/1 femme). Ils sont organisés par la Fédération africaine de triathlon (Africa Triathlon), la compétition se déroulant dans le cadre de l'organisation des championnats d'Afrique de triathlon.

## Principe de pratique
Cette discipline se déroule sur des distances déterminées par la Fédération internationale de triathlon et suivant les sites d'organisations, comprises entre 250 et 300 mètres de natation en départ groupé et en eau libre, 5 à 6 km de cyclisme sur route et 1,5 à 2 km de course à pied. Depuis 2017, elle fait partie des épreuves olympique de triathlon.
Ces distances doivent être parcourues quatre fois par quatre triathlètes d'un même pays sur le principe du relais. Le titre est attribué sur une seule épreuve à l'équipe qui réalise le meilleur temps. 

## Palmarès
| Année | Lieu                    | Médaille d'or                                                                        | Médaille d'argent                                                                    | Médaille de bronze                                                                            |
| ----- | ----------------------- | ------------------------------------------------------------------------------------ | ------------------------------------------------------------------------------------ | --------------------------------------------------------------------------------------------- |
| 2024, | Hurghada, Égypte        | Maroc- Mohamed Nemsi - Fidaa Zoulazi - Merwann Abassi - Aya Bkhibkhi                 | Algérie- Oussama Hellal Berrouane - Lyna Benaceur - Mohamed-Samy Agab - Imene Maldji | Égypte- Marwan Hatem - Shahd Walid - Mohamed Amro - Joudy Fathy                               |
| 2023  | Hurghada, Égypte        | Afrique du Sud- Jamie Riddle - Amber Schlebusch - Dylan Nortje - Vicky Van Der Merwe | Maroc                                                                                | Algérie- Oussama Hellal Berrouane - Imene Maldji - Lotfi Benatmane - Kahina Mebarki           |
| 2022  | Agadir, Maroc           | Afrique du Sud- Jamie Riddle - Sarah-Jane Walker - Nicholas Quenet - Shanae Williams | Maroc- Jawad Abdelmoula - Ghizlane Assou - Badr Siwane - Islam Bkhibkhi              | Égypte- Mohanad Elshafei - Rawan Mostafa - Siefeldeen Ismail - Basmla Elsalamoney             |
| 2021  | Charm el-Cheikh, Égypte | Maroc- Ghizlane Assou - Mehdi Essadiq - Islam Bkhibkhi - Badr Siwane                 | Égypte- Basmla Elsalamoney - Mohanad Elshafei - Maram Elshafei - Siefeldeen Ismail   | Afrique du Sud- Bridget Theunissen - Caleb Meistre - Jenna Seymour-Smith - Christian Hattingh |

| Rang | Nation         | 1er | 2e | 3e | Total |
| ---- | -------------- | --- | -- | -- | ----- |
| 1    | Maroc          | 2   | 2  | 0  | 4     |
| 2    | Afrique du Sud | 2   | 0  | 1  | 3     |
| 3    | Égypte         | 0   | 1  | 2  | 3     |
| 4    | Algérie        | 0   | 1  | 1  | 2     |